# Yuta Toyokawa
Yuta Toyokawa (豊川 雄太 Toyokawa Yuta?), född 9 september 1994 i Kumamoto prefektur, är en japansk fotbollsspelare.
Toyokawa började sin karriär 2013 i Kashima Antlers. Med Kashima Antlers vann han japanska ligacupen 2015. 2016 flyttade han till Fagiano Okayama. Han spelade 73 ligamatcher för klubben. Efter Fagiano Okayama spelade han för KAS Eupen. 2020 flyttade han till Cerezo Osaka.